# Laura Gonzenbach
Laura Gonzenbach (née le 26 décembre 1842 à Messine, alors dans le royaume des Deux-Siciles, morte le 16 juillet 1878 dans la même ville, dans le royaume d'Italie) est une collectrice suisse de contes populaires siciliens.

## Biographie
Elle naît au sein d'une communauté évangélique de langue allemande implantée en Sicile. Son père, Peter Victor Gonzenbach (1808–1885), originaire de Saint-Gall, est agent commercial et consul de Suisse à Messine. Comme sa sœur Magdalena, elle bénéficie d'une éducation soignée. Elle obtiendra une certaine célébrité en publiant des contes populaires collectés sur place. A la demande de l'historien et théologien Otto Hartwig (de) (1830-1903), elle lui transmet une dizaine de contes qu'il ajoutera en annexe de son ouvrage sur la culture et l'histoire de la Sicile.
Alors qu'elle achève la rédaction de son importante collection de contes en 2 volumes (Sicilianische Märchen, « Contes siciliens »), , elle épouse en 1869 François Laurent La Racine (1818–1906), originaire du duché de Savoie. Elle meurt jeune, à 35 ans.

## LesContes siciliens
Publiés en 1870 à Leipzig, ces contes, recueillis oralement, essentiellement auprès de paysannes dont elle mentionne les noms, constituent l'une des rares collections d'importance de ce type rassemblées au XIXe siècle par une femme et le premier recueil imprimé de contes siciliens. Beaucoup d'entre eux sont originaires de la région d'Acireale et de Catane. L'édition complète comprend 92 contes en version allemande, deux contes en version originale dans le dialecte de Messine, et des notes comparatives. Contrairement aux frères Grimm, Gonzenbach, qui n'avait pas de formation de folkloriste, est restée fidèle à ses sources et n'a pas purgé ou arrangé les récits, qui peuvent comportent des épisodes brutaux ou à caractère sexuel. Toutefois ses manuscrits originaux ont disparu, peut-être lors du séisme de 1908 à Messine. Son œuvre a été longtemps oubliée hors de l'Allemagne : ce n'est qu'en 1964 qu'une nouvelle édition partielle (une traduction en italien de 38 de ses contes) a vu le jour en Italie, suivie en 1999 d'une édition italienne complète, due à Luisa Rubini. L'universitaire américain Jack Zipes a publié en 2006 une édition intégrale en anglais (Beautiful Angiola).